# Ubuntu (filosofi)
 For alternative betydninger, se Ubuntu. (Se også artikler, som begynder med Ubuntu)
Ubuntu er en humanistisk filosofi eller ideologi, der fokuserer på menneskers relationer til hinanden. Begrebet stammer fra den sydlige del af Afrika og har sin oprindelse i bantusproget.
Begrebet har også givet navn til styresystemet Ubuntu.
Man kan forstå begrebet Ubuntu som "menneskelighed over for andre" eller "Jeg er, fordi vi er".
| filosofi | Spire Denne filosofiartikel er en spire som bør udbygges. Du er velkommen til at hjælpe Wikipedia ved at udvide den. |